# Battaglia di Chibi

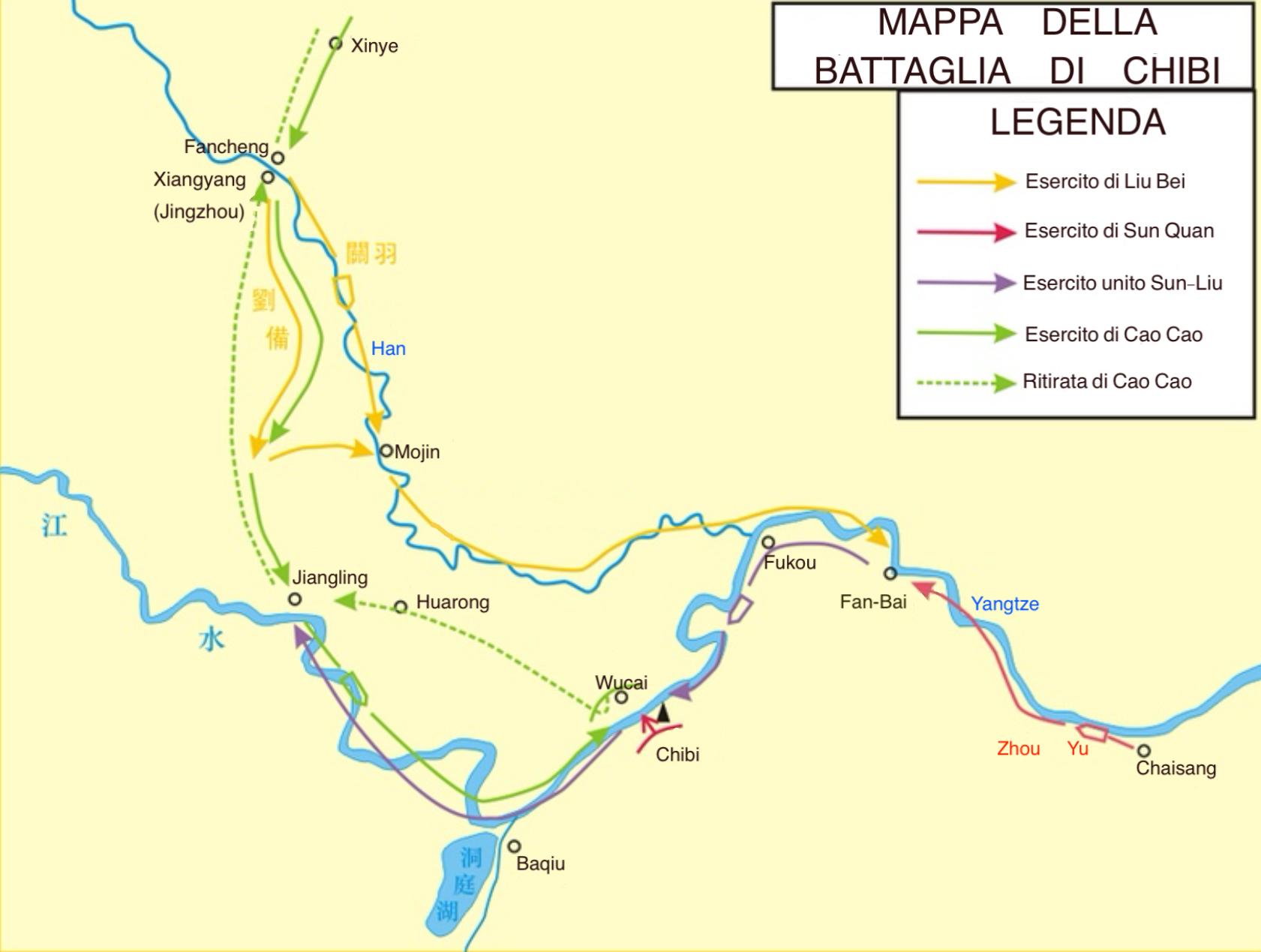

La battaglia di Chibi (赤壁之戰T, ChìbìzhīzhànP), o battaglia delle Scogliere Rosse, fu una battaglia decisiva combattuta alla fine della dinastia Han, circa dodici anni prima l'inizio del periodo dei Tre Regni nella storia della Cina. Fu combattuta nell'inverno del 208 fra l'Impero Cinese della dinastia Han e l'esercito dei "signori della guerra" Liu Bei e Sun Quan.
Nel 208 infatti iniziarono una campagna contro i rivali del sud che sfociò nella battaglia di Chibi, uno degli avvenimenti più famosi della storia militare cinese. L'esercito imperiale era sotto il comando del generale, ed effettivo detentore del potere imperiale, Cáo Cāo che confidava nella vittoria per la propria schiacciante superiorità numerica.
Non si hanno resoconti precisi riguardo allo svolgimento della battaglia, tuttavia si sa che il comandante Zhou Yu riuscì a disperdere le forze di Cao Cao in una serie di battaglie sull'acqua, utilizzando con sapienza il fuoco, e affrontandone le forze superiori a piccoli gruppi che riusciva a sopraffare facilmente: fu la disfatta e i sopravvissuti dell'esercito di Cao Cao furono messi in rotta.

## Riferimenti culturali
La battaglia viene descritta nei capitoli 49-50 de Il romanzo dei Tre Regni, (semplificato 三国演义, pinyin Sānguó yǎnyì) scritto da Luo Guanzhong.
L'attuale città di Chibi, nello Hubei, era precedentemente chiamata Puqi. Nel 1998, il Consiglio di Stato ha approvato di ribattezzare la città in onore della battaglia della Roccia Rossa. Alcuni festival culturali ospitati dalla città hanno incrementato drasticamente il turismo. Nel 1983, è stata costruita una statua di Su Shi, illustre poeta di epoca Song, presso il sito "Rocce Rosse di Su Dongpo" a Huangzhou, in onore del suo fu riguardante la Roccia Rossa.
Alcuni videogiochi basati sul periodo dei Tre Regni (come la serie Dynasty Warriors, Sangokushi Koumeiden, Destino di un Imperatore e Kessen II) hanno una sceneggiatura che include la battaglia della Roccia Rossa. Altri giochi la hanno proprio come tema principale: in particolare si tratta di giochi famosi in Asia, come la versione giapponese originale di Warriors of Fate e Dragon Throne: Battle of Red Cliffs.
In Prison School Gakuto cita questa battaglia. 
Alla storica battaglia è anche ispirato il film del 2008 La battaglia dei tre regni, diretto da John Woo, che ha avuto un enorme successo ai botteghini cinesi.

## Bibliografia

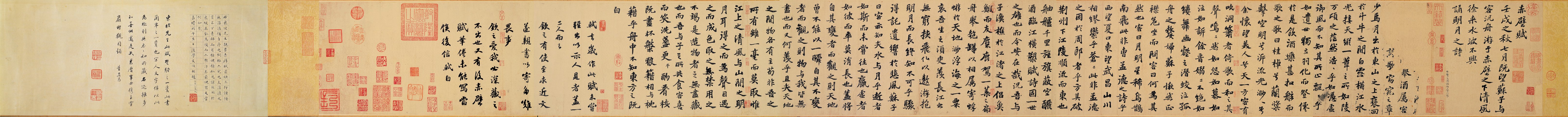
Ode sulla Roccia Rossa, una famosa poesia scritta da Su Shi durante la dinastia Song - National Palace Museum